# Heliga Treenighetskyrkan, Helsingfors
Heliga Treenighetskyrkan är en ortodox kyrkobyggnad i Helsingfors, belägen i stadsdelen Kronohagen vid Unionsgatan. Kyrkan byggdes i nyklassicistisk stil 1826 efter ritningar av den tyskfödda arkitekten Carl Ludvig Engel och invigdes 1827. Kyrkan används av Helsingfors ortodoxa församling och där hålls gudstjänster på kyrkslaviska och på finska.